# Matteo Ferrari (motorcoureur)

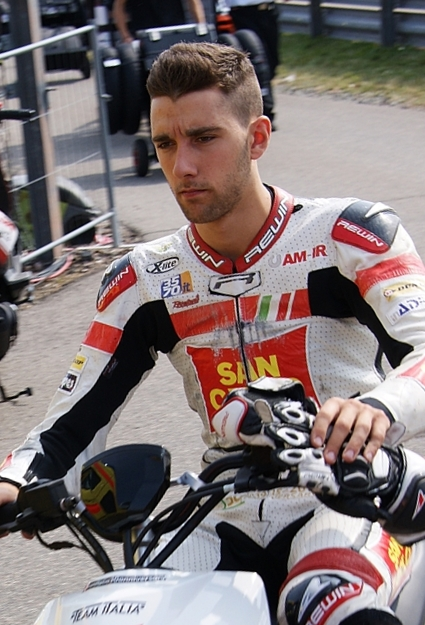
Matteo Ferrari in 2015

Matteo Ferrari (Cesena, 12 februari 1997) is een Italiaans motorcoureur.

## Carrière
Ferrari begon zijn motorsportcarrière in diverse minibike-kampioenschappen. In 2006 werd hij hier Europees kampioen in de 50cc-klasse en in 2011 werd hij Italiaans kampioen. In 2012 werd hij tweede in het Italiaanse Moto3-kampioenschap en won hij binnen het Europees kampioenschap wegrace de 125cc/Moto3-klasse.
In 2013 maakte Ferrari zijn debuut in de Moto3-klasse van het wereldkampioenschap wegrace, waarin hij voor Ongetta-Centro Seta op een FTR Honda uitkwam. Hij behaalde twee punten met twee vijftiende plaatsen in Indianapolis en Valencia, maar hij kon vanwege een blessure niet deelnemen aan de Grand Prix van Australië. Hij eindigde op plaats 27 in het kampioenschap.
In 2014 stapte Ferrari binnen de Moto3 over naar het team San Carlo Team Italia, waar hij op een Mahindra uitkwam. Met een negende plaats in Duitsland als beste klassering verbeterde hij zichzelf naar plaats 22 in de eindstand met 12 punten. In 2015 werd hij na dertien races, waarin hij enkel in de race in Texas een punt behaalde met een vijftiende plaats, binnen het team vervangen door Manuel Pagliani. Hij eindigde uiteindelijk op plaats 33 in het klassement.
In 2016 reed Ferrari met een wildcard in twee races van de FIM Superstock 1000 Cup op een BMW. Zowel op Imola als op Misano behaalde hij een top 10-klassering. In 2017 en 2018 reed hij met een wildcard in een aantal races van het Europees kampioenschap Superstock, de opvolger van de FIM Superstock 1000 Cup. In 2017 reed hij op een BMW in de races op Imola en Misano, waarin hij vijfde en twaalfde werd. In 2018 won hij op een Ducati de race op Imola, maar moest hij uitvallen op Misano.
In 2019 keerde Ferrari terug in het wereldkampioenschap wegrace, waarin hij uitkwam in de nieuwe MotoE-klasse voor elektrische motorfietsen. Hij begon het seizoen met twee vijfde plaatsen, voordat hij tijdens het tweeluik in San Marino beide races winnend af wist te sluiten.

## Statistieken

### Grand Prix

#### Per seizoen
| Seizoen | Klasse | Motor     | Team                              | Races | Winst | Podiums | Poles | SR | Ptn   | Pos |
| ------- | ------ | --------- | --------------------------------- | ----- | ----- | ------- | ----- | -- | ----- | --- |
| 2013    | Moto3  | FTR Honda | Ongetta-Centro Seta               | 16    | 0     | 0       | 0     | 0  | 2     | 27e |
| 2014    | Moto3  | Mahindra  | San Carlo Team Italia             | 18    | 0     | 0       | 0     | 0  | 12    | 22e |
| 2015    | Moto3  | Mahindra  | San Carlo Team Italia             | 13    | 0     | 0       | 0     | 0  | 1     | 33e |
| 2019    | MotoE  | Energica  | Trentino Gresini MotoE            | 6     | 2     | 3       | 0     | 1  | 99    | 1e  |
| 2020    | MotoE  | Energica  | Trentino Gresini MotoE            | 7     | 2     | 4       | 1     | 0  | 97    | 2e  |
| 2021    | MotoE  | Energica  | Indonesian E-Racing Gresini MotoE | 7     | 1     | 1       | 0     | 1  | 86    | 3e  |
| 2022    | MotoE  | Energica  | Felo Gresini MotoE                | 12    | 2     | 5       | 0     | 2  | 162,5 | 3e  |
| 2023    | MotoE  | Ducati    | Felo Gresini MotoE                | 16    | 3     | 7       | 2     | 3  | 216   | 3e  |
| 2023    | Moto2  | Kalex     | QJmotor Gresini Moto2             | 1     | 0     | 0       | 0     | 0  | 0     | 38e |
| 2024    | MotoE  | Ducati    | Felo Gresini MotoE                | 16    | 0     | 0       | 0     | 1  | 132   | 8e  |
| 2024    | Moto2  | Kalex     | QJmotor Gresini Moto2             | 2     | 0     | 0       | 0     | 0  | 1     | 30e |
| 2025*   | MotoE  | Ducati    | Felo Gresini MotoE                | 6     | 2     | 2       | 1     | 1  | 65    | 6e  |
| Totaal  | Totaal | Totaal    | Totaal                            | 120   | 12    | 22      | 4     | 9  | 873,5 |     |

#### Per klasse
| Klasse | Seizoenen             | 1e GP                 | 1e podium             | 1e winst              | Races | Winst | Podiums | Poles | SR | Ptn   | Kampioen |
| ------ | --------------------- | --------------------- | --------------------- | --------------------- | ----- | ----- | ------- | ----- | -- | ----- | -------- |
| Moto3  | 2013-2015             | Qatar 2013            |                       |                       | 47    | 0     | 0       | 0     | 0  | 15    | 0        |
| MotoE  | 2019-heden            | Duitsland 2019        | San Marino 2019 R1    | San Marino 2019 R1    | 70    | 12    | 22      | 4     | 9  | 857,5 | 1        |
| Moto2  | 2023                  | Valencia 2023         |                       |                       | 3     | 0     | 0       | 0     | 0  | 1     | 0        |
| Totaal | 2013-2015, 2019-heden | 2013-2015, 2019-heden | 2013-2015, 2019-heden | 2013-2015, 2019-heden | 120   | 12    | 22      | 4     | 9  | 873,5 | 1        |

#### Races per jaar
(vetgedrukt betekent pole positie; cursief betekent snelste ronde)
| Jaar | Klasse | Motor     | 1        | 2        | 3       | 4       | 5       | 6        | 7      | 8      | 9       | 10      | 11      | 12      | 13       | 14      | 15      | 16      | 17      | 18     | 19  | 20     | Pos | Ptn   |
| ---- | ------ | --------- | -------- | -------- | ------- | ------- | ------- | -------- | ------ | ------ | ------- | ------- | ------- | ------- | -------- | ------- | ------- | ------- | ------- | ------ | --- | ------ | --- | ----- |
| 2013 | Moto3  | FTR Honda | QAT 24   | AME 19   | SPA 21  | FRA 17  | ITA DNF | CAT 24   | NED 27 | DUI 20 | INP 15  | TSJ 20  | GBR 17  | SMR DNF | ARA DNF  | MAL DNF | AUS DNS | JPN DNF | VAL 15  |        |     |        | 27  | 2     |
| 2014 | Moto3  | Mahindra  | QAT DNF  | AME DNF  | ARG DNF | SPA 25  | FRA 21  | ITA 14   | CAT 21 | NED 13 | DUI 9   | INP DNF | TSJ 20  | GBR 24  | SMR DNF  | ARA DNF | JPN 24  | AUS 24  | MAL DNF | VAL 25 |     |        | 22  | 12    |
| 2015 | Moto3  | Mahindra  | QAT 21   | AME 15   | ARG 21  | SPA 18  | FRA DNF | ITA 24   | CAT 21 | NED 24 | DUI 25  | INP 29  | TSJ 21  | GBR DNF | SMR 23   | ARA     | JPN     | AUS     | MAL     | VAL    |     |        | 33  | 1     |
| 2019 | MotoE  | Energica  | DUI 5    | OOS 5    | SMR1 1  | SMR2 1  | VAL1 3  | VAL2 5   |        |        |         |         |         |         |          |         |         |         |         |        |     |        | 1   | 99    |
| 2020 | MotoE  | Energica  | SPA 2    | AND DNF  | SMR 1   | EMI1 3  | EMI2 1  | FRA1 DNF | FRA2 5 |        |         |         |         |         |          |         |         |         |         |        |     |        | 2   | 97    |
| 2021 | MotoE  | Energica  | SPA 6    | FRA 8    | CAT 7   | NED 4   | OOS 8   | SMR1 4   | SMR2 1 |        |         |         |         |         |          |         |         |         |         |        |     |        | 3   | 86    |
| 2022 | MotoE  | Energica  | SPA1 3   | SPA2 6   | FRA1 4  | FRA2 7  | ITA1 2  | ITA2 1   | NED1 4 | NED2 4 | OOS1 14 | OOS2 9  | SMR1 3  | SMR2 1  |          |         |         |         |         |        |     |        | 3   | 162,5 |
| 2023 | MotoE  | Ducati    | FRA1 DNF | FRA2 1   | ITA1 2  | ITA2 3  | DUI1 3  | DUI2 7   | NED1 1 | NED2 1 | GBR1 8  | GBR2 7  | OOS1 16 | OOS2 2  | CAT1 4   | CAT2 5  | SMR1 6  | SMR2 7  |         |        |     |        | 3   | 216   |
| 2023 | Moto2  | Kalex     | POR      | ARG      | AME     | SPA     | FRA     | ITA      | DUI    | NED    | GBR     | OOS     | CAT     | SMR     | IND      | JPN     | INA     | AUS     | THA     | MAL    | QAT | VAL 19 | 38  | 0     |
| 2024 | MotoE  | Ducati    | POR1 12  | POR2 8   | FRA1 8  | FRA2 8  | CAT1 8  | CAT2 8   | ITA1 8 | ITA2 7 | NED1 5  | NED2 9  | DUI1 4  | DUI2 6  | OOS1 DNF | OOS2 6  | SMR1 6  | SMR2 6  |         |        |     |        | 8   | 132   |
| 2024 | Moto2  | Kalex     | QAT      | POR      | AME     | SPA 15  | FRA     | CAT      | ITA    | NED    | DUI     | GBR     | OOS     | ARA     | SMR      | EMI DNF | INA     | JPN     | AUS     | THA    | MAL | SOL    | 30  | 1     |
| 2025 | MotoE  | Ducati    | FRA1 DNF | FRA2 DNF | NED1 5  | NED2 12 | OOS1 1  | OOS2 1   | HON1   | HON2   | CAT1    | CAT2    | SMR1    | SMR2    | POR1     | POR2    |         |         |         |        |     |        | 6*  | 65*   |

* Seizoen nog bezig.